# 사천 환덕리 조씨고가
사천 환덕리 조씨고가(泗川 還德里 趙氏古家)는 경상남도 사천시 곤양면 환덕리에 있는, 함안 조씨 덕곡파 11대손 조용헌이 조선 고종 32년(1895)년에 지은 집이다. 1985년 1월 23일 경상남도의 문화재자료 제116호로 지정되었다.

## 개요
함안 조씨 덕곡파 11대손 조용헌이 조선 고종 32년(1895)년에 지은 집이다. 一자형 평면을 가진 안채와 사랑채를 앞뒤로 나란히 배치하였고 안채 좌우에 곳간채와 외양간채가 직각으로 놓여 전체로는 ㅁ자형 구조이다.
안채는 앞면 5칸 규모로 대청이 2칸을 차지하고 있다. 대청 뒤쪽에 벽을 막아 제사에 쓰이는 물건을 보관하는 제청의 기능을 갖게 만들었는데, 민가에서 대청이 제사의식을 행하는 공간으로 쓰이는 전통을 잘 보여주고 있다.
경사진 대지를 이용하여 건물들을 배치하였기 때문에 기단을 높게 쌓았으며, 전형적인 남부 민가의 형식을 따르고 있다.

## 참고 문헌
- 사천 환덕리 조씨고가 - 국가유산청 국가유산포털